# Klaus Detter
Klaus Detter (* 5. April 1940 in Würzburg) ist ein deutscher Jurist. Er war von 1985 bis zu seinem Eintritt in den Ruhestand 2005 Richter am Bundesgerichtshof.

## Leben
Nach Abschluss seiner juristischen Ausbildung trat Detter 1967 in den höheren Justizdienst des Freistaats Bayern ein. Zunächst war er bei der Staatsanwaltschaft Aschaffenburg und beim Landgericht Aschaffenburg beschäftigt. 1970 wurde er zum Landgerichtsrat ernannt und beim Landgericht Aschaffenburg als solcher eingesetzt. 1974 führte ihn sein Berufsweg erneut an die Staatsanwaltschaft Aschaffenburg, wo er zum Ersten Staatsanwalt ernannt wurde. Bereits 1975 wurde Detter dann zum Richter am Oberlandesgericht ernannt und wechselte zum Oberlandesgericht Bamberg.
Am 1. Mai 1982 wurde Detter am Landgericht Bamberg  tätig, wo er den Vorsitz einer Schwurgerichtskammer übernahm.
1985 erfolgte die Ernennung Detters zum Richter am Bundesgerichtshof. Dort wurde er zunächst im 3. Strafsenat und ab 1989 im 2. Strafsenat tätig.
Im Jahr 2001 wurde Detter vom Fachbereich Rechtswissenschaften der FernUniversität in Hagen zum Doktor honoris causa ernannt.
Seit dem 30. April 2005 ist Klaus Detter im Ruhestand. Er ist noch auf Tagungen und Kongressen aktiv und nimmt seinen Lehrauftrag an der Fernuniversität in Hagen weiter wahr.
Detter ist seit 1959 Mitglied der katholischen Studentenverbindung K.D.St.V. Gothia-Würzburg im CV.